# 2440 Educatio
A 2440 Educatio (ideiglenes jelöléssel 1978 VQ4) a Naprendszer kisbolygóövében található aszteroida. Eleanor F. Helin és Schelte J. Bus fedezte fel 1978. november 7-én.